# Radio Nostalgi
Radio Nostalgi eller Nostalgie (på franska) är fransk radiostation som började sända 1983. Stationen är en del av NRJ Group och finns i lokala varianter runt om i världen, bland annat i Sverige.

## Historia
Nostalgie startades i Lyon i Frankrike år 1983 och blev inom några år rikstäckande. År 1989 köptes formatet av Radio Monte Carlo, som sedan sålde formatet till NRJ Group år 2001. 2020 lanserades Nostalgi i Sverige på DAB-nätet och som webbradio. Nostalgi startade på FM den 6 februari 2023.